# Onfolio
Onfolio es una herramienta de investigación en línea que pueden ser utilizados para recoger datos de la web y hacer anotations como la tinta y el texto resaltado. Onfolio se puede utilizar para descargar páginas para verlas sin conexión en línea, incluidos los archivos de documentos como PDF de Adobe. También puede ser usado como un lector de RSS. Los usuarios pueden compartir la información y los canales recogidos por Onfolio través del correo electrónico y blogs.
Después de que Microsoft adquirió Onfolio, integró el producto con Windows Live Toolbar, que era la única manera de conseguir Onfolio. A partir de 2008 sin embargo, Microsoft ha anunciado que el producto Onfolio ha sido descontinuado.